# Anisantherina
Anisantherina es un género con una sola especie (Anisantherina hispidula) de plantas de flores perteneciente a la familia Scrophulariaceae. 